# Hardivillers
Hardivillers és un municipi francès, situat al departament de l'Oise i a la regió dels Alts de França. L'any 2007 tenia 570 habitants.

## Demografia

### Població
El 2007 la població de fet de Hardivillers era de 570 persones. Hi havia 184 famílies de les quals 52 eren unipersonals (28 homes vivint sols i 24 dones vivint soles), 40 parelles sense fills, 80 parelles amb fills i 12 famílies monoparentals amb fills.
La població ha evolucionat segons el següent gràfic:
Habitants censats

### Habitatges
El 2007 hi havia 228 habitatges, 199 eren l'habitatge principal de la família, 19 eren segones residències i 10 estaven desocupats. 225 eren cases i 3 eren apartaments. Dels 199 habitatges principals, 157 estaven ocupats pels seus propietaris, 39 estaven llogats i ocupats pels llogaters i 3 estaven cedits a títol gratuït; 2 tenien una cambra, 2 en tenien dues, 31 en tenien tres, 55 en tenien quatre i 108 en tenien cinc o més. 144 habitatges disposaven pel capbaix d'una plaça de pàrquing. A 88 habitatges hi havia un automòbil i a 83 n'hi havia dos o més.

### Piràmide de població
La piràmide de població per edats i sexe el 2009 era:
| Homes | Edats   | Dones |
| ----- | ------- | ----- |
| 0     | 95 o +  | 0     |
| 0     | 90 a 94 | 4     |
| 0     | 85 a 89 | 0     |
| 0     | 80 a 84 | 0     |
| 16    | 75 a 79 | 16    |
| 12    | 70 a 74 | 12    |
| 8     | 65 a 69 | 4     |
| 12    | 60 a 64 | 20    |
| 0     | 55 a 59 | 8     |
| 12    | 50 a 54 | 4     |
| 16    | 45 a 49 | 16    |
| 28    | 40 a 44 | 20    |
| 20    | 35 a 39 | 8     |
| 20    | 30 a 34 | 36    |
| 12    | 25 a 29 | 16    |
| 16    | 20 a 24 | 20    |
| 4     | 15 a 19 | 36    |
| 16    | 10 a 14 | 28    |
| 24    | 5 a 9   | 36    |
| 20    | 0 a 4   | 24    |

## Economia
El 2007 la població en edat de treballar era de 342 persones, 230 eren actives i 112 eren inactives. De les 230 persones actives 192 estaven ocupades (121 homes i 71 dones) i 37 estaven aturades (19 homes i 18 dones). De les 112 persones inactives 24 estaven jubilades, 37 estaven estudiant i 51 estaven classificades com a «altres inactius».

### Ingressos
El 2009 a Hardivillers hi havia 204 unitats fiscals que integraven 588 persones, la mediana anual d'ingressos fiscals per persona era de 15.638 €.

### Activitats econòmiques
Dels 13 establiments que hi havia el 2007, 2 eren d'empreses de fabricació d'altres productes industrials, 4 d'empreses de construcció, 2 d'empreses de comerç i reparació d'automòbils, 1 d'una empresa d'hostatgeria i restauració, 2 d'empreses d'informació i comunicació, 1 d'una empresa financera i 1 d'una empresa de serveis.
Dels 5 establiments de servei als particulars que hi havia el 2009, 1 era un taller de reparació d'automòbils i de material agrícola, 1 guixaire pintor, 2 fusteries i 1 lampisteria.
L'any 2000 a Hardivillers hi havia 7 explotacions agrícoles que ocupaven un total de 264 hectàrees.

## Equipaments sanitaris i escolars
El 2009 hi havia una escola elemental integrada dins d'un grup escolar amb les comunes properes formant una escola dispersa.

## Poblacions més properes
El següent diagrama mostra les poblacions més properes.